# Auriga (videogioco)
Auriga è un videogioco sparatutto a schermata fissa spaziale pubblicato nel 1986 per Commodore 64 e Commodore 16 dalla Players Software, un'etichetta economica della Interceptor Software.
Si basa sulla classica formula di Space Invaders.

## Modalità di gioco
Si controlla una navicella su uno schermo fisso con semplice sfondo di stelle pulsanti. Si sposta la navicella a destra e sinistra lungo il lato inferiore dello schermo e si spara un proiettile alla volta verso l'alto, cercando di ripulire lo schermo da tutte le navicelle nemiche. Per non perdere una vita bisogna evitare di scontrarsi con i nemici quando scendono alla stessa altezza del giocatore ed evitare i proiettili che sparano casualmente verso il basso.
Ci sono 16 livelli, ciascuno con un preciso tipo di avversari differente. Al termine il gioco ricomincia con gli stessi livelli, ma più veloce.
A ogni livello i nemici arrivano con un'unica ondata e si muovono generalmente tutti in fila indiana, seguendo un certo schema predefinito che dipende dal tipo. Hanno l'aspetto di oggetti come cuoricini, rombi o teschi, e andano avanti nei livelli cose anche più strane come Pac-Man o ciliegie. Più avanti ci sono anche tipi di nemici che si teletrasportano tra punti diversi dello schermo.
Solo nella versione Commodore 64, tra un livello e l'altro c'è una sequenza in cui la navicella si avvicina lentamente a un'astronave madre e, finché non attracca, il giocatore deve schivare una serie di meteore spostandosi a destra e sinistra.
Il gioco a due giocatori è possibile solo alternandosi.

## Accoglienza
Auriga per Commodore 16 ricevette alcune recensioni sulla stampa europea, che lo considerò un gioco semplice e adeguato al suo basso prezzo, con giudizi complessivi molto variabili, dal 4/10 di Commodore User all'80% di Zzap!.
L'edizione per Commodore 64 fu sostanzialmente ignorata dalla critica.